# Jörg Stürzebecher
Jörg Stürzebecher (* Oktober 1939 in Halle an der Saale; † 18. Juni 2007) war ein deutscher Chemiker.

## Werdegang
Stürzebecher kam in Halle zur Welt. Nach dem Abitur studierte er Chemie an der TU Dresden. Den Diplom-Abschluss erlangte er 1964. Fünf Jahre später folgte seine Dissertation an der Friedrich-Schiller-Universität Jena mit Manfred Gersch als Doktorvater. Im Folgejahr schloss er sich in Erfurt der Forschungsgruppe um Professor Fritz Markwardt am Institut für Pharmakologie und Toxikologie an. 1984 schloss er die Habilitation unter Aufsicht von Professor Günther Wagner an der Universität Leipzig ab. Von 1994 bis zu seiner Pensionierung 2006 war er Leiter der Forschungsgruppe „Biochemistry of Haemostasis“ am Zentrum für Vaskuläre Biologie und Medizin.
Im Nachruf der Fachzeitschrift Journal of Enzyme Inhibition and Medicinal Chemistry wurde Stürzebecher als „outstanding expert in the area of inhibitor design“ bezeichnet. Er sei ein extrem produktiver Autor von über 150 Publikationen, Patentschriften und Buchkapiteln sowie eines Buches gewesen. Für das Journal war er „Founding Regional Editor“.
Bei Researchgate sind knapp über 2.600 Zitationen durch 74 Publikationen hinterlegt. Als Top-Journals mit Veröffentlichungen werden dort Bioorganic & Medicinal Chemistry, Journal of Molecular Biology und Biological Chemistry (je 5 Beiträge im Peer-Review) sowie Proceedings of the National Academy of Sciences und Journal of Medicinal Chemistry (je 4 Beiträge im Peer-Review) genannt. Bei der Datenbank Scopus waren es im September 2022 Zitationen in über 3.200 Dokumenten aufgrund 136 eigener Veröffentlichungen; sein h-Index war dort zu derselben Zeit 36.

## Privatleben
Über die wissenschaftliche Arbeit hinaus war Stürzebecher in seiner Heimatstadt ehrenamtlich in den Bereichen Politik und Wohlfahrt engagiert. So war er Ratsherr im Rat der Stadt Erfurt und dies auch in der Funktion als Vorsitzender der CDU-Fraktion. Bis Mai 2003 war er Aufsichtsratsmitglied der Senioren- und Pflegeheim Erfurt GmbH. Im Dezember 2005 wurde er für den Zeitraum von fünf Jahren als einer von 15 Erfurtern zum Naturschutzbeauftragten berufen.
Stürzebecher starb im Juni 2007 während eines Urlaubs in den Alpen in Folge eines Herzinfarkts. Er hinterließ eine Ehefrau und drei Kinder. Eine Tochter ist Maria Stürzebecher.